# علم تريستان دا كونا

علم تريستان دا كونا

علم الإدارة في جزر تريستان دا كونا

أعتمد علم تريستان دا كونا في 20 تشرين الأول - أكتوبر من سنة 2002 . ويتألف العلم من شعار نبالة جزر تريستان دا كونا في الجهة اليمنى منه على خلفية زرقاء ويوجد كذلك علم غتحاد جاك في الجهة اليسرى من العلم .